# Gustavo Wilches
Gustavo Wilches Tumbia (Facatativá, 23 de agosto de 1962) es un ciclista de ruta colombiano actualmente retirado. Es integrante de una familia de cuatro ciclistas profesionales.

## Resultados en lasgrandes vueltas
| Carrera         | 1988 | 1989 | 1990 |
| Tour de Francia | -    | -    | -    |
| Giro de Italia  | -    | -    | -    |
| Vuelta a España | Ab.  | -    | Ab.  |

## Equipos
- Profesionales:[1]
  - 1987:  Manzana Postobón
  - 1987:  Manzana Postobón
  - 1988:  Manzana Postobón
  - 1989:  Manzana Postobón
  - 1990:  Manzana Postobón
  - 1991:  Manzana Postobón
  - 1992:  Gaseosas Glacial
  - 1993:  Gaseosas Glacial
  - 1994:  Jaisa - Banco popular - Philips

## Palmarés
- Vuelta a Chiriquí
  - Ganador de la clasificación general en 1993.
- Vuelta a Colombia
  - Ganador de la clasificación general en 1990.[2]
- Vuelta a Antioquia
  - Ganador de la clasificación general en 1990.
- Vuelta a Boyacá
  - 3.º en la clasificación general en 1986.
- Vuelta a Cundinamarca
  - 3.º en la clasificación general en 1990.
- Clásico RCN
  - Ganador de la clasificación general en 1990.[3]
  - 2 victoria de etapa en 1990 y 1991.[4]